# 北九州市立高見中学校
北九州市立高見中学校（きたきゅうしゅうしりつ　たかみちゅうがっこう）は、福岡県北九州市八幡東区高見四丁目にある公立中学校。

## 教育目標
「教職員の信頼と協力を基調とし、一人一人の生徒に人間尊重の精神を培い、徳・知・体の調和のとれた心豊かな生徒の育成をめざす。」

## 交通
- バス
「昭和町」が最寄バス停。
- 電車
スペースワールド駅が最寄駅。

## 年間行事
- 4月 入学式
- 5月 修学旅行（3年生）、グラウンドゴルフ大会（2年生）
- 6月 生徒総会、農業宿泊体験学習（2年生）、ふれあい合宿（1年生）、北九州視覚特別支援学校との交流（1・2年生）
- 7月 普通救命講習会（3年生）、中学体育連盟夏季大会
- 9月 体育大会
- 10月 立合演説会
- 11月 文化祭
- 2月 百人一首大会（1年生）
- 3月 3年生を送る会、社会見学（1年生）、卒業式

## 著名な出身者
- 木瀬照雄（実業家）
- 北条司（漫画家）卒業後、定期的に刊行誌を送ってくれました

## 周辺施設
- 製鐵寺
- 中央公園
  - 北九州市立総合体育館
- 高見中央公園
- 福岡県立北九州視覚特別支援学校: お互いに訪問したり、点字タイプライターが贈られるなど親交がある。